# Тор (альбом)
«Тор» — двадцать третий альбом российской рок-группы «Аквариум», вышедший 31 декабря 2020 года. Посвящен памяти Бориса Рубекина.

## Об альбоме
Альбом стал первым с 2013 года, изданным под названием группы. Релиз состоит из 9 композиций, 7 из которых уже исполнялись музыкантами на концертах, а некоторые из них выходили отдельными синглами. Песни «Берни и Кьяран» и «Вести c Елисейских полей» представлены впервые. Название пластинки можно интерпретировать по-разному: бог из скандинавской мифологии, «Darknet», Glastonbury Tor, геометрическая фигура и другие.
В интервью «Новой газете» Борис Гребенщиков сказал: 

Задумывалось как сборник интернет-синглов и неизданных песен. Продолжение серии «История Аквариума», начатой «Акустикой» и «Электричеством» в 1981 году. Мы собрали вместе песни, которые последние десять лет выставляли в Сеть: и естественно, выяснилось, что вместе они звучат не так, как нужно. Начался кропотливый непосильный труд, который продолжался весь год. Но это того стоило. Главное, что альбом получился не разношёрстной катавасией, а связной историей про сегодняшний день.— Борис Гребенщиков

## Список композиций
| №  | Название                       | Длительность |
| -- | ------------------------------ | ------------ |
| 1. | «Палёное Виски и Толчёный Мел» | 4:16         |
| 2. | «Бой Баба»                     | 4:35         |
| 3. | «Для Тех, Кто Влюблён»         | 5:23         |
| 4. | «Bernie & Ciaran»              | 3:25         |
| 5. | «Месть Королевы Анны»          | 3:49         |
| 6. | «Весть с Елисейских Полей»     | 3:13         |
| 7. | «Двери Травы»                  | 3:11         |
| 8. | «Фавн»                         | 10:45        |
| 9. | «Не Трать Время»               | 6:03         |